# François Ngeze
François Ngeze (Isale, 1953) es un político burundés, que se desempeñó como jefe de Estado Interino de Burundi del 21 al 27 de octubre de 1993.
Uno de los pocos miembros hutus destacados de la Unión para el Progreso Nacional (UPRONA), fue Ministro del Interior en el gobierno de Pierre Buyoya. Tras la derrota en las urnas del gobierno de Buyoya, en octubre de 1993 un grupo de oficiales del ejército intentó un golpe de Estado contra el Presidente Melchior Ndadaye, asesinándolo en el proceso, e instalando una junta militar que nombró a Ngeze jefe de Estado Interino. Sin embargo, tras la condena generalizada del golpe, el Comité de Salvación Pública fue disuelto días después y Sylvie Kinigi, primera ministra del gobierno de Ndadaye, asumió la presidencia en calidad de encargada.

## Primeros años
Nació en 1953 en la comuna de Isale, colina de Rutegama, hoy ubicada en la provincia de Buyumbura Rural, cuando formaba parte de la colonia belga de Ruanda-Urundi.
Étnicamente hutu, era estudiante en Burengo al momento de la violencia genocida de 1972, emprendida por el gobierno dictatorial de Michel Micombero. Fue arrestado por las autoridades y encarcelado en la prisión de Kayanza. Según relató él mismo, el administrador del gobierno Basile Gateretse, amigo de su padre, lo liberó de prisión y lo escondió en su casa durante dos semanas junto con su primo, Cyprien Ntaryamira. Una vez que las autoridades comenzaron a sospechar, Gateretse dispuso que los dos huyeran a través del río Ruzizi hacia Zaire. Más adelante se trasladó a Ruanda, obtuvo un título universitario en pedagogía y se convirtió en profesor de idiomas en el Seminario Menor San León de Kabgayi. Se casó y tuvo seis hijos.

## Carrera política
Regresó a Burundi en 1982 y se unió a la Unión para el Progreso Nacional (UPRONA), convirtiéndose en secretario permanente de la seccional del partido en Buyumbura. Ascendió en la UPRONA hasta convertirse en gobernador de la provincia de Cankuzo en 1989 y más adelante en gobernador de la provincia de Buyumbura Rural.
Fue designado por el presidente Pierre Buyoya como Ministro del Interior en el gabinete del Gobierno de Unidad Nacional, tomando posesión del cargo el 4 de abril de 1992, lo que lo convirtió en el primer hutu en ocupar el cargo desde dos décadas antes. Continuó ocupando el puesto a pesar de la derrota de Buyoya en las elecciones presidenciales de 1993; días después fue elegido miembro de la Asamblea Nacional en las elecciones legislativas, en representación de la UPRONA.

### Intento de Golpe de Estado
Entre la noche del 20 de octubre de 1993 y la madrugada del 21 de octubre de 1993 un grupo de oficiales militares perpetraron un golpe de Estado: atacaron el Palacio Presidencial y asesinaron al Presidente Melchior Ndadaye. A primera hora de la mañana del 21 de octubre, Ngeze fue llevado al Campamento militar Para en Buyumbura y fue presentado ante los militares como el nuevo Presidente de Burundi. En la tarde un «Comité de gestión de crisis», presidido por Ngeze y conformado por los líderes golpistas, dictaminó varias órdenes políticas y llamó a los gobiernos extranjeros para que se reunieran con ellos y «discutieran formas de gestionar la crisis».
Seguidamente, se presentó como nuevo Presidente en la Embajada de Francia y la sede del Programa de las Naciones Unidas para el Desarrollo, pero los jefes diplomáticos de cada una de estas rechazaron el golpe y le instaron a entregar el poder. Más tarde designó varios funcionarios gubernamentales y en la noche realizó una transmisión televisiva en que se presentó como Presidente del Comité Nacional de Salvación Pública (organismo que no existía).El 22 de octubre, se reunió con el cuerpo diplomático en Buyumbura y representantes de organizaciones internacionales en el Palacio de Kigobe, donde explicó que como el país estaba sumido en la crisis, había tomado el poder con el apoyo del ejército para restablecer el orden. Sus comentarios fueron recibidos negativamente. Días después, ante la condena generalizada, el golpe colapsó y el poder fue entregado al gobierno civil interino de la primera ministra Sylvie Kinigi el 27 de octubre.
No está del todo claro su papel en el golpe, si bien declaró que fue obligado a participar de él y fue uno de los primeros en pedir la restauración del orden constitucional. Más adelante la justicia lo absolvió y no fue nunca condenado.